# Sebastián Jaime
Pour les articles homonymes, voir Jaime.
Sebastián Jaime est un footballeur argentin né le 30 janvier 1987 à La Plata. Il évolue au poste d'attaquant.

## Biographie

### En club
Le 8 août 2014, Jaime s'engage pour plusieurs années avec le Real Salt Lake en tant que joueur désigné de la MLS.

## Palmarès
- Clausura en 2010
- Torneo de Transición 2013
- Playoffs Clausura 2012